# EIF4G2
EIF4G2‏ (Eukaryotic translation initiation factor 4 gamma 2) هوَ بروتين يُشَفر بواسطة جين EIF4G2 في الإنسان.